# Baie de La Havane
La baie de La Havane (en espagnol : Bahía de La Habana) est la baie autour de laquelle s'étend La Havane, la capitale de Cuba.

## Géographie
La baie qui forme en réalité une rade s'étend sur 5,3 km2 communique avec la mer des Caraïbes grâce à un chenal long de 1,2 km pour environ 220 m de large. Ces pourtours sont parsemés de criques dont les trois principales ont pour noms : « Marimelena », « Guanabacoa » et « Atarés ».
Au nord de chenal, un tunnel routier inaugurée en 1958 permet de franchir l'entrée de la baie.
Elle est bordée par les municipalités havanaises de La Habana Vieja (centre historique de la capitale) à l'est, Regla au sud, et La Habana del Este au nord-est.

## Histoire
Depuis la seconde moitié du XVIe siècle, l'entrée de la baie est protégée par deux forteresses : El Morro à l'est et San Salvador de la Punta à l'ouest.
Dans la soirée du 15 février 1898 durant la guerre d'indépendance cubaine, le cuirassé USS Maine, envoyé pour sauvegarder les intérêts américains explosa et coula rapidement en emportant avec lui près des trois quarts de l'équipage. Les raisons du drame ne purent être éclaircies, mais l'opinion publique américaine poussé par une presse belliciste mit en cause l'Espagne alors en lutte contre les insurgés. Washington se lança alors dans une guerre contre l'Espagne qui se solda par la reddition des espagnols et la reconnaissance de l'indépendance cubaine.